# Раде Маријанац
Раде Маријанац (Тодорићи, код Шипова, 27. август 1916 — Тарево, код Живиница, 4. јули 1943) био је учесник Народноослободилачке борбе и народни херој Југославије.

## Биографија
Рођен је 27. августа 1916. године у селу Тодорићи, код Шипова. Потиче из имућне сељачке породице. Његов отац Сима, био је народни посланик за време Краљевине Југославије, због чега су га усташе, 1941. године, затвориле као таоца и после убиле. Основну школу је завршио у родном месту, потом је завршио Геодетску школу и Школу резервних официра. После капитулације Југословенске краљевске војске, априла 1941. године, избегао је заробљавање и вратио се у родни крај. Када је после извесног времена чуо за припреме устанка, које су вршили комунисти у Јању, одмах се прикључио и активно учествовао. Заједно са својим другом Душаном Ракитом организовао је групу устаника из његовог места и оближњег села Бабића.
Као резервни официр бивше југословенске војске, руководио је првим устаничким јединицама. Једна од његових првих акција је био напад на жандармеријску станицу у Глоговцу, код Јања, 29. јула 1941. године. У овој акцији растерали су жандарме и запленили неколико пушака, нешто муниције и друге војне опреме. После овог напада са својом јединицом отишао је у Пљеву, где се повезао са устаничком групом Симе Шолаје, и заједно са њима водио борбе с усташама око Шипова. Био је творац плана за напад на Шипово, 27. августа 1941. године. Пред напад, и у време борби, давао је упутства, вршио распоред, а у време јуриша био међу првима. У овом нападу Шипово је ослобођено, заплењено доста оружја и опреме и заробљено 170 домобрана и усташа. После ове акције, по његовој замисли изведени су такође успешни напади на Језеро и Мркоњић Град, 28. августа 1941. године.
После веће непријатељске офанзиве на устанике у Јању и Пљеви, почетком септембра 1941. године, Раде је активно радио на прикупљању и сређивању устаничких јединица, које су ускоро поново ослободиле територију Јања и Пљеве, а затим Шипово и Језеро. Када је 20. октобра 1941. године формиран Трећи крајишки партизански одред, Раде је постављен за заменика команданта Одреда. Приликом напада два батаљона Одреда на Доњи Вакуф, 22. новембра 1941, партизани су уништили спољња утврђења и продрли у место, али су се морали повући услед напада италијанске моторизације од Бугојна. Тада је био теже рањен. После оздрављења, фебруара 1942. године, постављен је за команданта реорганизованог Трећег крајишког партизанског одреда. Био је један од иницијатора и организатора напада на Мркоњић Град, 25. фебруара. Према договору у овој акцији требало је да учествују и четници Уроша Дреновића. Када је отпочео напад борци Првог и Другог партизанског батаљона су продрли у град, али су се морали повући, због четничког неучешћа у борби. Априла 1942. године, постављен је за команданта Ударног батаљона, који је формиран у оквиру Трећег крајишког партизанског одреда. Задатак овог одред био је чишћење терена око Мркоњић Града и Мањаче од четника.
Учествовао је у припремама и у борбама за ослобођења Мркоњић Града, 24. августа и борбама за ослобођење Јајца, 25. септембра 1942. године. У периоду од 21. до 31. октобра, са својим Одредом водио је тешке борбе против немачких, усташких и четничких снага које су хтеле да униште ослобођену територију у Јању и Пљеви, која је тада називана и Самостална Совјетска Република Јањ. После ових борби учествовао је у борбама за поновно ослобођење Јајца, 25. новембра 1942. године.
Кад је 27. децембра 1942. године формирана Седма крајишка ударна бригада, Раде је постао њен први командант. Недуго по формирању бригаде, јануара 1943. године, отпочела је Четврта непријатељска офанзива, током које је бригада најпре задржавала наступање надмоћнијих немачких снага од Бање Луке и Кључа. Потом је водила борбе око Мркоњић Града, Чардака, на Хрбинама, на Боровој Глави, код Шујице, штитећи повлачење Централне партизанске болнице. Одлуком Врховног штаба НОВ и ПОЈ, марта 1943. године бригада је ушла у састав Оперативне групе дивизија која се налазила под непосредном командном Врховног штаба. После завршетка офанзиве, Радетова бригада учествовала је у офанзиви кроз Херцеговину и Црну Гору.
Почетком Пете непријатељске офанзиве, бригада је најпре водила борбе код Колашина, а затим је после изузетно напорног марша, ушла у борбе с немачким снагама које су продирале од Никшића и Гацка према Пиви. Водила је вишедневне борбе на Пивском Јаворку, спречавајући продор немачких снага ка Мратињу, када се повлачила главнина снага Главне оперативне групе НОВЈ. У тим борбама претрпела је тешке губитке, али је задатак успешно извршен. У периоду од 6. до 9. јуна, после преласка реке Сутјеске, бригада је учествовала у борбама за одбрану стазе којом су се преко Тјентишта, повлачиле снаге НОВЈ према Зеленгори, вршећи у више наврата противнападе на утврђене немачке положаје на Кошуру.
У току свих ових борби Раде Маријанац, као командант бригаде, је предводио своје борце у многим тешким борбама и јуришима - на Челебићу, Сињајевини, долини Мораче, Пивском јаворку, Кожуру, Тјентишту и другим местима. Маја 1943. године Указом Врховног штаба НОВ и ПОЈ о првим официрским чиновима у НОВЈ, међу првима добио је чин потпуковника. Погинуо је 4. јула 1943. године, код села Тарево близу Живиница у источној Босни, приликом изненадног напада немачко-усташке колоне на Штаб бригаде, организујући отпор са машинком у рукама.
Указом Председништва Антифашистичког већа народног ослобођења Југославије (АВНОЈ) 26. јула 1945. постхумно је одликован Орденом заслуга за народ првог реда. Указом Президијума Народне скупштине ФНР Југославије 20. децембра 1951. проглашен је за народног хероја.